# Et que le vaste monde poursuive sa course folle
Et que le vaste monde poursuive sa course folle (titre original : Let The Great World Spin) est un roman, publié en 2009, de l'écrivain irlandais Colum McCann. Il reçoit le National Book Award 2009. Il a été traduit de l'anglais par Jean-Luc Piningre.

## Résumé
L'histoire commence le 7 août 1974, journée choisie par Philippe Petit pour traverser sur un fil, l'espace entre les deux tours du World Trade Center. En cet été, Ciaran, jeune immigré irlandais débarque à New York. Son frère John, dit Corrigan, appartient à un ordre religieux et vit au milieu des quartiers pauvres de la ville. D'autres personnages vont se croiser, comme Tillie, prostituée du Bronx au bord du désespoir, et sa fille Jazzlyn ; Gloria, une femme noire qui a perdu trois enfants au Viêt Nam ; Claire, jeune femme riche de Park Avenue et son époux, le juge Soderberg, qui prononce la sentence contre le funambule ; ou encore deux artistes contemporains en crise. Le fil du roman est tissé des rencontres entre ces personnages, sur fond de guerre du Viêt Nam et d'évocation en filigrane des attentats du 11 septembre 2001,,.

## Sources d'inspiration
- La ville de New York, que Colum McCann connaît bien pour y avoir vécu plusieurs années, est au cœur du roman[3]. Toutefois, l'auteur n'y habitait pas dans les années soixante-dix, période qu'il décrit dans son roman[4].

- L'histoire américaine récente (guerre en Irak, attentats du 11 septembre), évoquée à travers la guerre du Viêt Nam ou la danse du funambule Philippe Petit entre les deux tours du World Trade Center[2]. Colum McCann s'est inspiré des similitudes entre ces deux époques :

« (...) on se rend compte que, déjà, les États-Unis tentaient de sortir du bourbier d’une guerre, celle du Vietnam, bien avant l’Irak. On se posait alors des questions essentielles sur l’engagement, l’art, l’éthique, la foi, problématiques qui reviennent aujourd’hui en force. J’ai donc écrit une histoire sur des humains qui essaient d’atteindre la grâce, en dépit de tous les obstacles. »

- Émile Zola, pour son engagement et sa dimension sociale, proche de la réalité quotidienne des gens. Pour Colum McCann, «en faisant entrer en littérature les ouvriers, les gens de peu, les prostituées, - ce qui était inimaginable en plein XIXe siècle - il a posé un acte radical»[2]. Et, pour des raisons similaires, l'écrivain John Berger est aussi une référence pour l'auteur car il «invente des histoires en s'inspirant de personnages à qui on ne donne jamais la parole (...)»[5].

- La figure de Corrigan est, en partie, inspirée de la vie de Daniel Berrigan, jésuite d'origine irlandaise qui a mené des actions non violentes dans les années contre la guerre du Vietnam. L'auteur mentionne aussi un enseignant de son enfance, le frère Kelly, et un moine de sa famille qui a travaillé dans les quartiers pauvres de New York[2].

- Le funambule Philippe Petit et sa prestation, entre ciel et terre, aux sommets des deux tours du World Trade Center. Sa performance et la façon dont elle est perçue par les différents personnages du roman, sont plusieurs fois mentionnées, notamment en introduction des trois grandes parties du livre[6].

« (...) Corrigan dira qu'il a assisté à quelque chose de miraculeux en apercevant ce funambule, qui évoque également le Christ en croix. Mais il ressemble aussi à l'écrivain, ce trapéziste qui tisse des fils sur lesquels il doit garder l'équilibre. (Colum McCann). »

- Le titre du roman est emprunté au poème Locksley Hall, d'Alfred Tennyson : Et que le vaste monde poursuive sa course folle vers d'infinis changements, vers eux-mêmes inspirés par les Mu'allaqât (Les suspendues), poèmes arabes du VIe siècle[7].

## Récompenses
- National Book Award 2009
- Prix du Meilleur livre de l'année (Magazine Lire) 2009.